# Стрелковский, Алексей Иванович
Алексей Иванович Стрелковский (1819—1904) — художник-акварелист, академик Императорской Академии художеств. Сочетал умение схватить характерное с превосходной техникой акварели.

## Биография
В Москве в 1843 году на основе Художественного класса было учреждено Московское училище живописи и ваяния (МУЖВЗ). Уже в 1844 году ученик Московского училища живописи и ваяния Алексей Стрелковский получил от Императорской Академии художеств звание неклассного художника.
Специализацией художника стала акварельная живопись. За успехи в ней (портреты «Голова старика», «Голова старухи», «Девушка в финляндском костюме» и «Автопортрет») Стрелковский в 1857 году получил звание академика портретной акварельной живописи от Академии художеств.

В последующие годы на академических и других выставках регулярно появлялись написанные маслом и акварелью жанровые работы, многочисленные портреты и портретные композиции. Среди них — «Сельская школа», «Счастливица», «Отдых после сенокоса», «Рыболов», «Малороссиянка», «Нищий», «Этюд старика», «Головка девочки» и др.

## Галерея

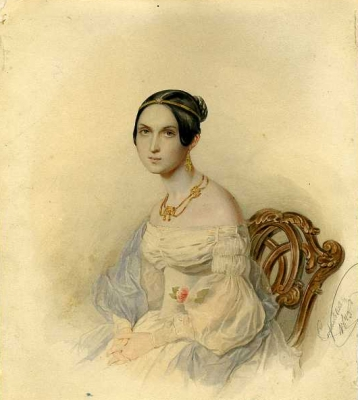
Женский портрет (1849)
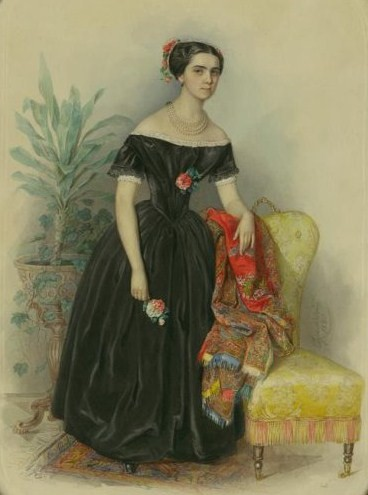
Софья Петровна Нарышкина (урожденная Ушакова) (1850)
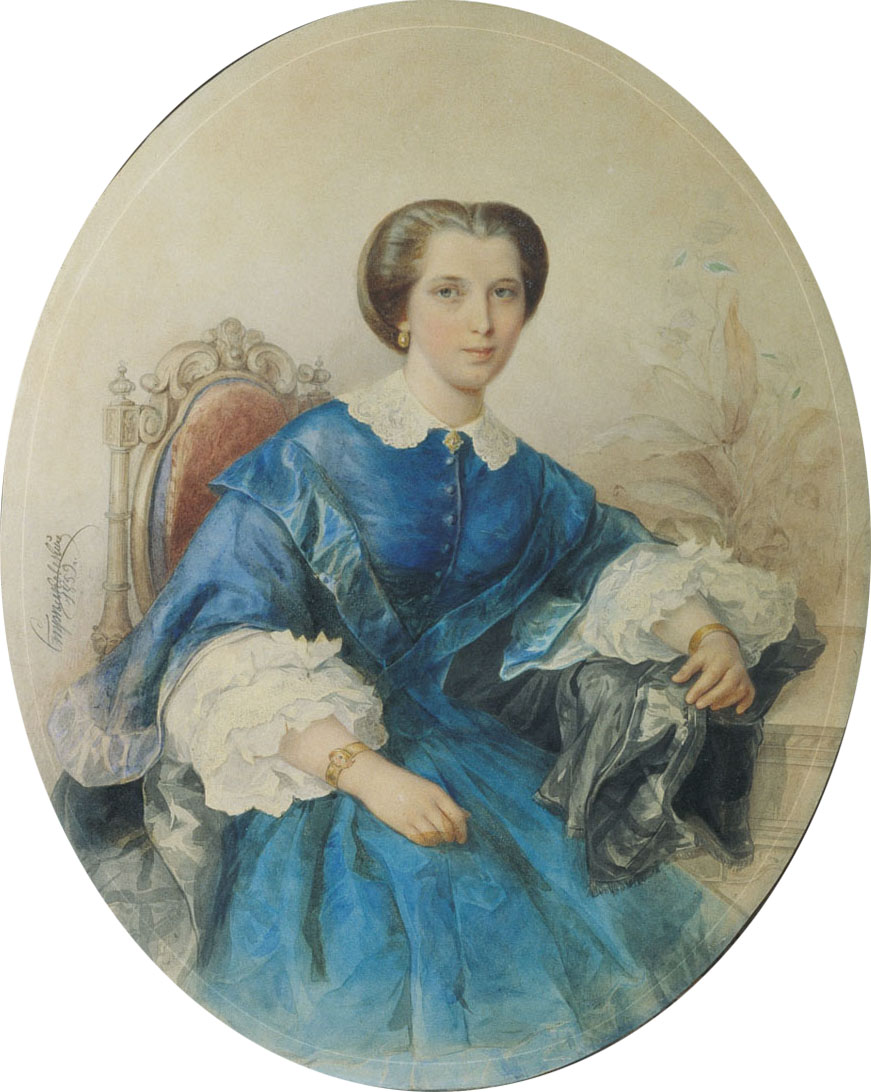
Портрет С. С. Боткиной
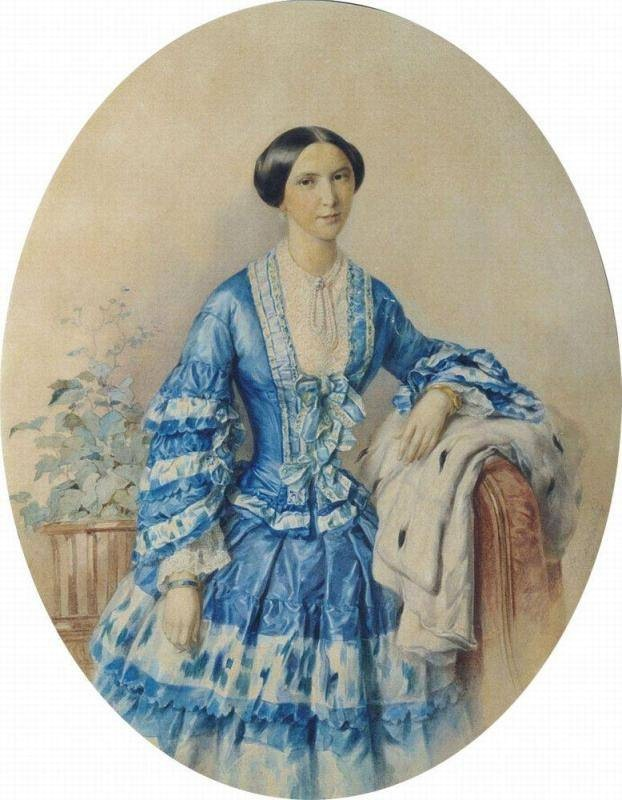
Портрет неизвестной в голубом платье (1854)
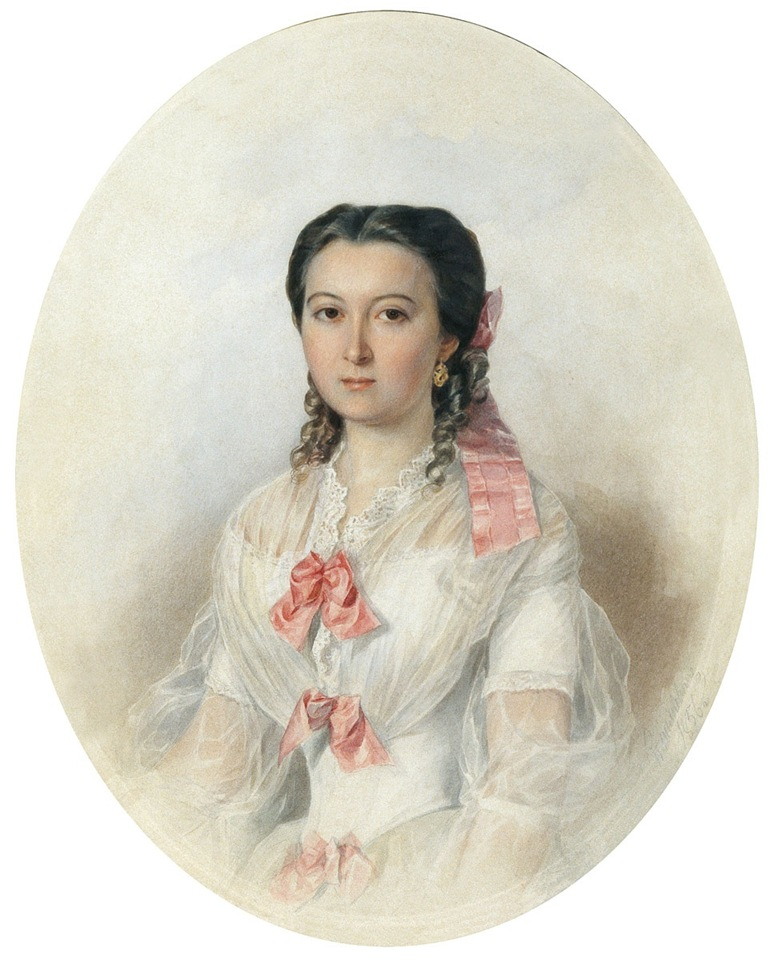
Портрет молодой дамы в белом платье с розовыми лентами (1856)
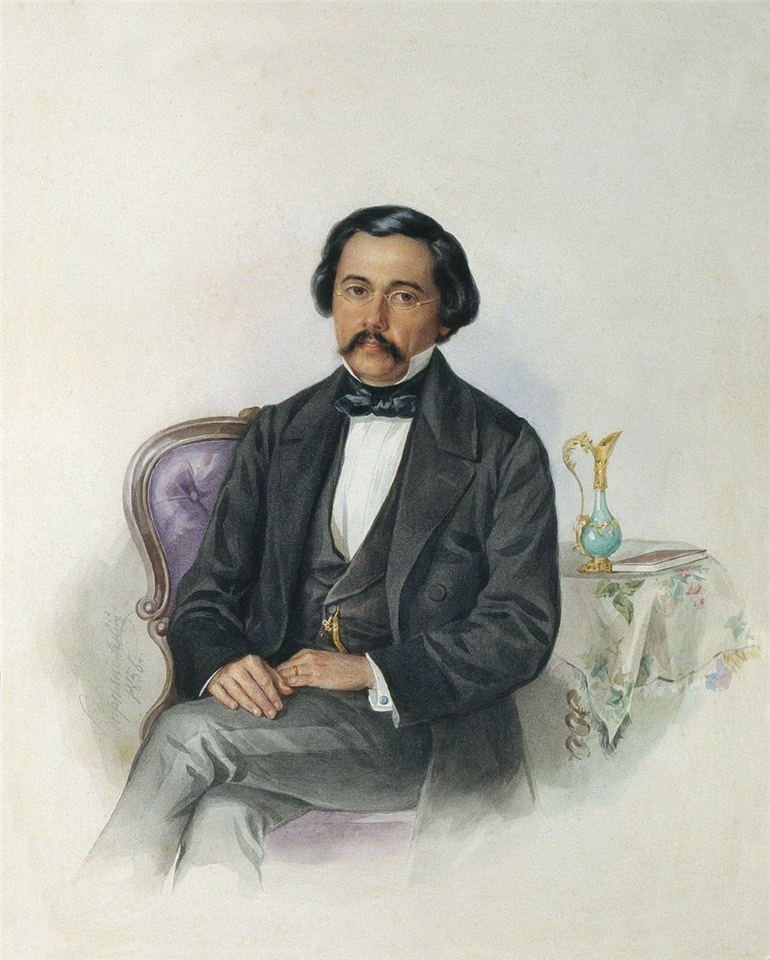
Портрет неизвестного в очках (1856)
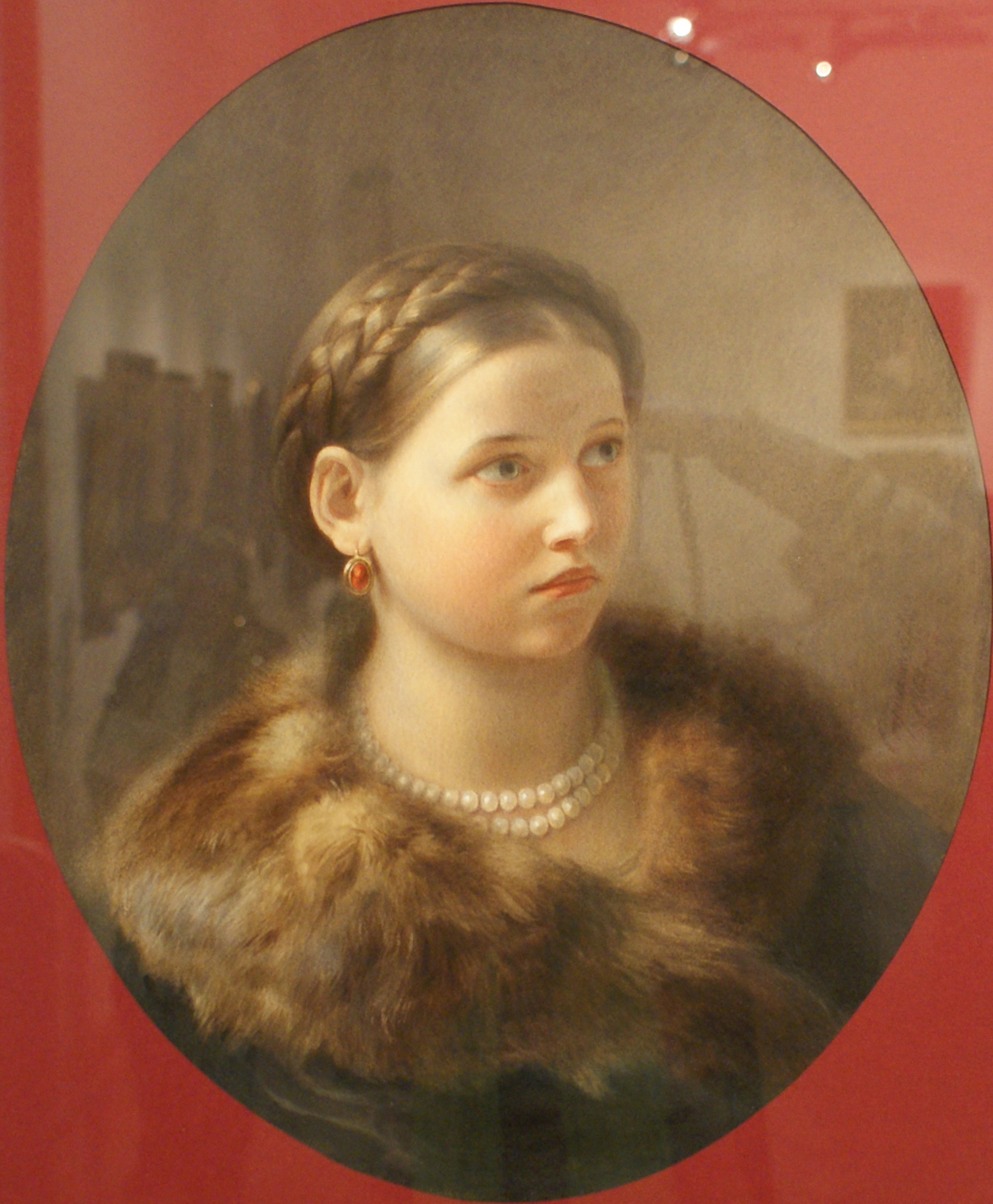
Портрет неизвестной (1862)
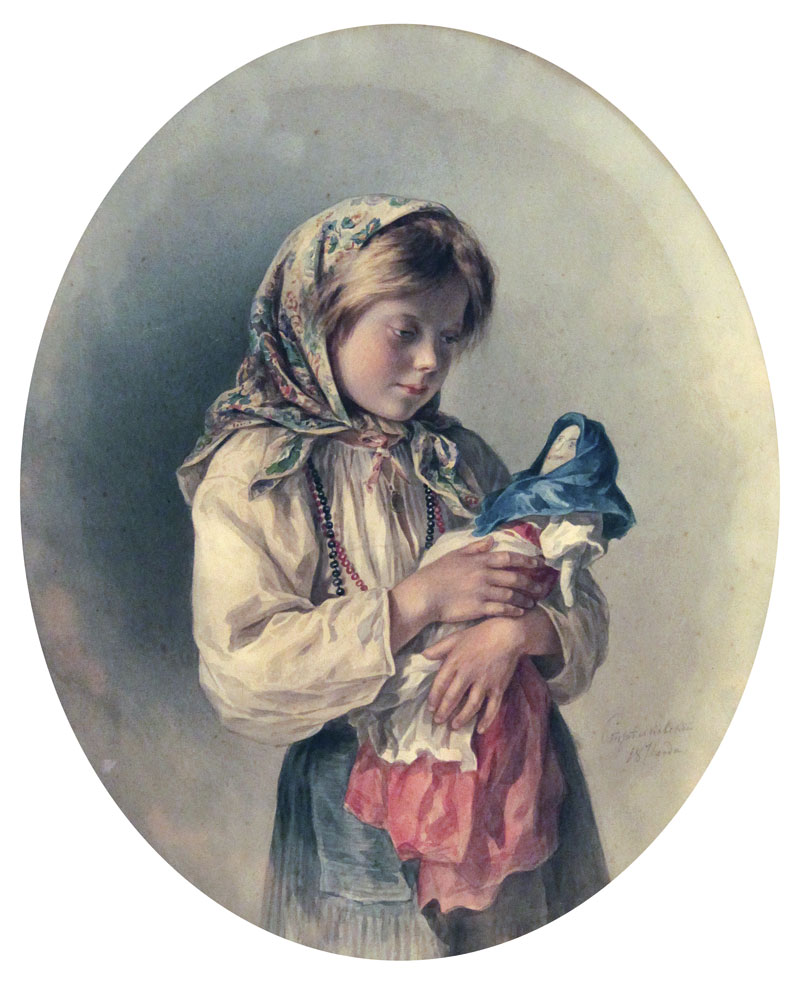
Девочка с куклой (1871)
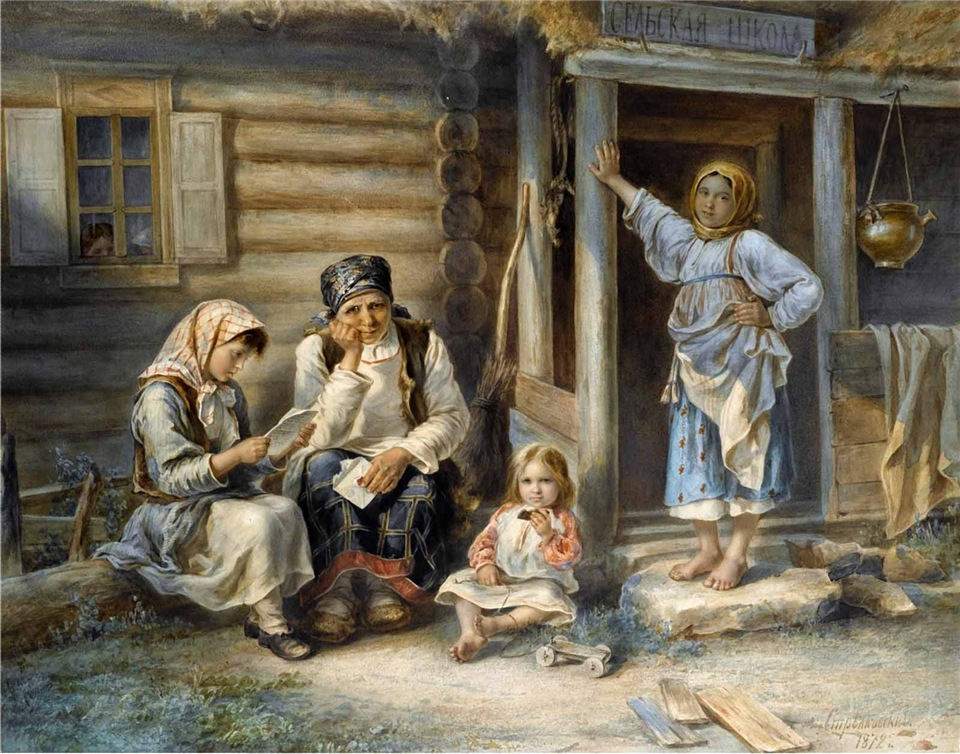
Сельская школа (1872)
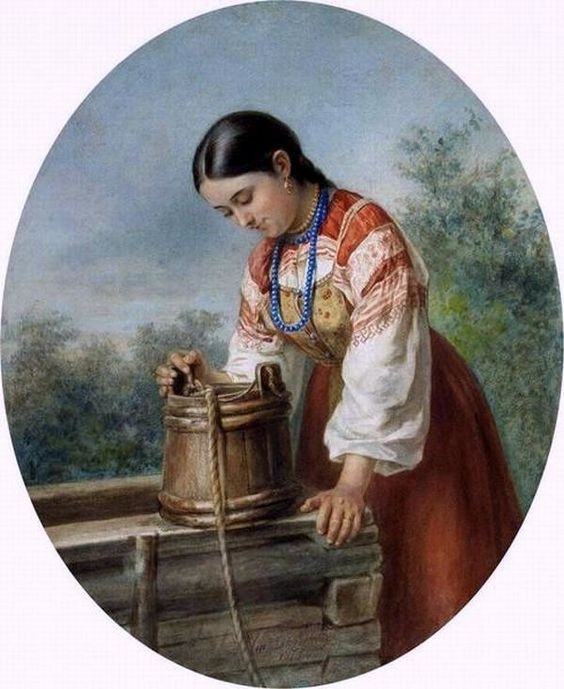
У колодца (1878)